# Patrick Ortlieb
Patrick Ortlieb (* 20. Mai 1967 in Bregenz) ist ein ehemaliger österreichischer Skirennläufer. Er wurde 1992 Olympiasieger und 1996 Weltmeister in der Abfahrt. Darüber hinaus gewann er vier Weltcuprennen und wurde sechsmal Österreichischer Meister. Nach seiner sportlichen Karriere war er von 1999 bis 2002 Abgeordneter zum österreichischen Nationalrat (FPÖ).

## Sportliche Laufbahn
Ortlieb begann erst im Alter von 13 Jahren mit dem professionellen Skisport und entschied sich erst spät, für Österreich zu starten. Sein Vater stammt aus dem Elsass und ist Franzose. Zu Beginn der 1980er-Jahre gelang ihm über den Landeskader des Vorarlberger Skiverbandes („VSV“) schnell der Aufstieg ins ÖSV-Nachwuchsteam. Seinen ersten größeren Erfolg feierte der Abfahrtsspezialist bei den Juniorenweltmeisterschaften 1985 mit der Bronzemedaille in der Abfahrt. Dennoch wurde er nach der Saison aus dem ÖSV-Kader entlassen und musste wieder für den „VSV“ starten.
In der Saison 1987/88 schaffte Ortlieb den Sprung zurück in das ÖSV-Team. Nachdem er zwar die Qualifikation für die Dezember-Abfahrt in Val-d’Isère verpasst hatte, schaffte er jene für die Kitzbühel-Ersatzabfahrt in Bad Kleinkirchheim am 16. Jänner, wobei er Rang 46 belegte.

In der Saison 1988/89 fand er den Anschluss an die Weltspitze. Am 9. Dezember 1988 fuhr er (Start-Nr. 53) mit Rang fünf in der ersten Abfahrt von Gröden erstmals in die Weltcuppunkteränge, tags darauf erreichte er (Nr. 30) in der zweiten Abfahrt auf der Saslong bereits den zweiten Platz. Im Februar fuhr er in Aspen ein weiteres Mal unter die besten zehn.
Drei weitere Top-Ten-Resultate gelangen ihm in der Saison 1989/90. Ende Jänner kam er in Val-d’Isère erstmals schwer zu Sturz, erlitt einen Seiten- und Kreuzbandriss und musste die Saison vorzeitig beenden. Im Winter 1990/91 kehrte er in den Weltcup zurück und erreichte Anfang Dezember in Val-d’Isère gleich wieder einen fünften Platz.
Mit weiteren Punktegewinnen qualifizierte er sich für die Weltmeisterschaften 1991 in Saalbach-Hinterglemm, wo er auf den siebenten Abfahrtsrang kam. Mit guten Ergebnissen in den Überseerennen im März belegte er Platz sechs im Abfahrtsweltcup. In diesem Winter gewann er seinen ersten österreichischen Meistertitel – fünf weitere folgten.

### Olympiasieg 1992
In der Saison 1991/92 fuhr Ortlieb dreimal auf das Siegerpodest und verbesserte sich im Abfahrtsweltcup auf den vierten Platz, im Gesamtklassement wurde er Zehnter. Den Höhepunkt des Winters und seiner bisherigen Karriere stellten die Olympischen Winterspiele 1992 dar. Auf der sehr anspruchsvollen und kurvenreichen Abfahrtspiste La face de Bellevarde in Val-d’Isère zählte Ortlieb als guter Gleiter nicht zu den Favoriten, doch seine mit Startnummer 1 aufgestellte Bestzeit wurde von keinem anderen Fahrer unterboten. Letztlich wurde die Entscheidung doch noch knapp, denn der mit Startnummer 23 ins Rennen gegangene Franzose Franck Piccard blieb nur fünf Hundertstelsekunden zurück und auch der auf Rang drei klassierte Günther Mader hatte nur weitere fünf Hundertstelsekunden Rückstand. Aufgrund dieses Erfolges wurde er 1992 als Österreichs Sportler des Jahres geehrt.
In der Saison 1992/93 fuhr Ortlieb in zwei Abfahrten unter die besten drei und kam auch im Super-G erstmals auf das Podest. In der Kombination erzielte er mit Platz sechs in Lech und Platz acht in Veysonnaz seine besten Karriereresultate. Damit erreichte er im Gesamtweltcup mit Rang sieben seine beste Platzierung, und auch der siebente Platz im Super-G-Weltcup und der sechste Rang in der Kombinationswertung waren seine besten Resultate. Nur im Abfahrtsweltcup fiel er mit Rang sieben gegenüber den Vorjahren etwas zurück. Bei den Weltmeisterschaften 1993 im japanischen Morioka-Shizukuishi kam er bei schwierigen Wetterbedingungen auf den achten Abfahrtsrang.
Nach bisher acht Podestplätzen gelangen Ortlieb in seiner sechsten Weltcupsaison endlich auch die ersten Weltcupsiege. Am 18. Dezember 1993 gewann er die Abfahrt von Gröden, den zweiten Sieg feierte er auf der Streif in Kitzbühel am 15. Jänner 1994. Damit zählte er nun auch zu den Favoriten bei den Olympischen Winterspielen 1994 im norwegischen Lillehammer, konnte seinen Olympiasieg aber nicht wiederholen und landete nur auf dem vierten Platz. Im Weltcup sicherte er sich mit Rang drei beim Saisonfinale in Vail den dritten Platz in der Abfahrtswertung.

### Weltmeister-Titel 1996
Die Saison 1994/95 begann Ortlieb mit seinem dritten Weltcupsieg im Super-G von Tignes am 11. Dezember – den ersten und einzigen in dieser Disziplin. Mit zwei zweiten und zwei dritten Plätzen kam er erneut auf den dritten Rang im Abfahrtsweltcup. Am 16. Dezember 1995 feierte der Vorarlberger in der Abfahrt von Gröden seinen vierten und letzten Weltcupsieg und kam mit zwei weiteren Podestplätzen wie in den Jahren zuvor auf Platz drei im Abfahrtsweltcup. Den zweiten ganz großen Erfolg seiner Karriere feierte Ortlieb bei der um ein Jahr verschobenen Weltmeisterschaften in der spanischen Sierra Nevada. Vor dem Italiener Kristian Ghedina und dem Franzosen Luc Alphand wurde er Weltmeister in der Abfahrt. Mit diesem Titel beendete er eine unrühmliche österreichische Durststrecke: 14 Jahre lang fuhr kein rot-weiß-roter Rennläufer in der Abfahrt auf ein WM-Podest.
Ab der Saison 1996/97 konnte Ortlieb nicht mehr an seine bisherigen Leistungen anschließen. Am 15. Dezember 1996 erreichte er mit Rang drei in der Abfahrt von Val-d’Isère seinen letzten Podestplatz und fiel auf Rang 14 im Abfahrtsweltcup zurück. Von einer erfolgreichen Titelverteidigung war er bei den Weltmeisterschaften 1997 weit entfernt und belegte Platz acht. In der Saison 1997/98 fuhr Ortlieb nur noch einmal unter die besten zehn und qualifizierte sich nicht für die Olympischen Spiele.

### Karriere-Ende durch Verletzung
Im nächsten Winter erreichte er noch einmal einen neunten Platz in der Abfahrt von Gröden. Am 16. Jänner 1999 stürzte er in der Abfahrt von Wengen, kam aber mit Prellungen davon. Sehr viel schwerer kam er wenige Tage später bei einem Trainingslauf für die Hahnenkamm-Abfahrt von Kitzbühel zu Sturz. Nach der Hausbergkante verlor er die Kontrolle über seine Skier und stürzte fast ungebremst in die Fangzäune. Dabei zog er sich einen Trümmerbruch im rechten Oberschenkel sowie eine Absplitterung an der Hüftpfanne und weitere Verletzungen zu.
Kurz darauf gab Ortlieb seinen Rücktritt vom Skirennsport bekannt.
2014 wurde er zusammen mit Mario Matt zum Ehrenmitglied des Ski-Clubs Arlberg ernannt.

## Beruf und Politik
Nach seiner Sportkarriere war Ortlieb vom 29. Oktober 1999 bis 19. Dezember 2002 für die FPÖ Abgeordneter des österreichischen Nationalrats. In diesem war er Mitglied des Unterrichtsausschusses, des Ausschusses für Sportangelegenheiten sowie des Wirtschaftsausschusses. Zudem war er als Ersatzmitglied im Gesundheitsausschuss und im Landesverteidigungsausschuss über die Zeit seines Mandats aktiv.
Aufgrund des sogenannten „Parkgaragenskandals“ blieb ihm eine weitere politische Karriere jedoch verwehrt. Am frühen Morgen des 27. März 2001 fuhr Ortlieb mit einer Bekannten in seinem Auto ins Parkhaus des Innsbrucker Flughafens. Die Frau wurde etwas mehr als eine Stunde später verwirrt, orientierungslos und nur spärlich bekleidet im Parkhaus aufgefunden, woraufhin gegen Ortlieb wegen des Verdachts eines Sexualdelikts ermittelt wurde.
Im Juni 2001 stellte die Staatsanwaltschaft Innsbruck das Ermittlungsverfahren gegen Patrick Ortlieb rechtskräftig ein, da kein Anhaltspunkt für eine strafbare Handlung gefunden werden konnte.
Am 1. Juli 2010 wurde Ortlieb als Nachfolger von Rolf Amann zum Präsidenten des Vorarlberger Skiverbandes gewählt. 2019 wurde er in dieser Funktion von Walter Hleybana beerbt.
Nachdem er Anfang 2021 zunächst zum Finanzreferenten im Präsidium des Österreichischen Skiverbands gewählt worden war, wurde er in gleicher Funktion im Oktober 2021 ins dreiköpfige Leitungsgremium des ÖSV (gemeinsam mit Präsidentin Roswitha Stadlober und dem operativen Referenten Christian Scherer) berufen.
Nachdem Ortlieb sich kritisch über die von ihm vorgefundenen Zustände im ÖSV geäußert hatte, er bezeichnete ihn als „Verband mit aufgeblähten Strukturen“, wurde er in einem Interview im Januar 2023 vom früheren ÖSV-Verbandschef Peter Schröcksnadel schwer kritisiert und offen zum Rücktritt aufgefordert: „Am besten für den ÖSV wäre es, wenn Ortlieb in der Küche bleibt und all seine Funktionen im Verband zurücklegt. Sonst macht er ihn kaputt.“ Ortlieb wies diese Aufforderungen zurück.

## Privates
Er lebt zusammen mit seiner Frau und drei Kindern in Oberlech in Vorarlberg und führt dort gemeinsam mit seiner Familie das Vier-Sterne-Hotel Montana.
Seine Tochter Nina gehört seit der Saison 2013/14 dem Kader des ÖSV an.

## Erfolge

### Olympische Winterspiele
- Albertville 1992: 1. Abfahrt, 18. Super-G
- Lillehammer 1994: 4. Abfahrt

### Weltmeisterschaften
- Saalbach-Hinterglemm 1991: 7. Abfahrt
- Morioka-Shizukuishi 1993: 8. Abfahrt
- Sierra Nevada 1996: 1. Abfahrt
- Sestriere 1997: 8. Abfahrt

### Weltcup
- Saison 1990/91: 6. Abfahrtswertung
- Saison 1991/92: 10. Gesamtweltcup, 4. Abfahrtswertung
- Saison 1992/93: 7. Gesamtweltcup, 7. Abfahrtswertung, 7. Super-G-Wertung, 6. Kombinationswertung
- Saison 1993/94: 3. Abfahrtswertung
- Saison 1994/95: 3. Abfahrtswertung, 9. Super-G-Wertung
- Saison 1995/96: 3. Abfahrtswertung
- 20 Podestplätze, davon 4 Siege:

| Datum             | Ort       | Land       | Disziplin |
| ----------------- | --------- | ---------- | --------- |
| 18. Dezember 1993 | Gröden    | Italien    | Abfahrt   |
| 15. Jänner 1994   | Kitzbühel | Österreich | Abfahrt   |
| 11. Dezember 1994 | Tignes    | Frankreich | Super-G   |
| 16. Dezember 1995 | Gröden    | Italien    | Abfahrt   |

### Juniorenweltmeisterschaften
- Sugarloaf 1984: 12. Riesenslalom, 15. Abfahrt
- Jasná 1985: 3. Abfahrt, 7. Riesenslalom

### Österreichische Meisterschaften
Patrick Ortlieb wurde sechsfacher Österreichischer Meister:
- 5 × Abfahrt (1991, 1992, 1994, 1995, 1996)
- 1 × Super-G (1992)

## Auszeichnungen
- Österreichs Sportler des Jahres: 1992
- Goldenes Ehrenzeichen für Verdienste um die Republik Österreich: 1992